# هيو جي. أندرسون
هيو جي. أندرسون هو سياسي أمريكي، ولد في 10 مايو 1801 في Wiscasset, Maine ‏ في الولايات المتحدة، وتوفي في 31 مايو 1881 في بورتلاند في الولايات المتحدة. نشط حزبياً في الحزب الديمقراطي. وقد انتخب حاكم مين ‏ (3 يناير 1844 – 12 مايو 1847) وانتخب عضو مجلس النواب الأمريكي ‏.